# Jack Brett
Jack Brett (Leeds, 17 de junio de 1918 – 29 de diciembre de 1982) fue un piloto británico, que compitió en el Campeonato del Mundo de Motociclismo, desde 1949 hasta 1960.

## Biografía
Su carrera en el motociclismo se inició después de la Segunda Guerra Mundial y compitió en el TT Isla de Man de 1949 aunque no puntuaría hasta 1951 con un podio en la carrera de 350cc del TT Isla de Man .
A partir de aquí, siguió corriendo en las categorías de 350 y 500cc de manera continuada hasta 1957, consiguiendo tan solo una victoria en el Gran Premio de Suiza de 1952 de 500cc. Estuvo a punto de conseguir una segunda victoria polémica en el Gran Premio de Bélgica de 1957 de 500cc. La carrera fue ganada por el italiano Libero Liberati con Gilera pero Brett y su equipo presentaron una denuncia en su contra por haber reemplazado la motocicleta por la de su compañero de equipo Bob Brown antes de la salida. Una decisión que fue aceptada y se dio la victoria a Brett. Gilera llevó la descalificación a la Federación Internacional de Motociclismo que no se pronunció hasta enero de 1958 desposeyendo de la victoria nuevamente a Brett. En su palmarés también figura una victoria en el North West 200. A partir de 1958, participó en Grandes Premios puntuales antes de retirarse definitivamente en 1960.
Murió a finales de 1982 a causa de un ataque al corazón mientras jugaba al golf.

## Estadísticas
Sistema de puntuación en 1949:
| Posición | 1.º | 2.º | 3.º | 4.º | 5.º | Vuelta rápida |
| Puntos   | 10  | 8   | 7   | 6   | 5   | 1             |

Sistema de puntuación desde 1950 hasta 1968:
| Posición | 1.º | 2.º | 3.º | 4.º | 5.º | 6.º |
| Puntos   | 8   | 6   | 4   | 3   | 2   | 1   |

Hasta 1955 se contaban los 5 mejores resultados.
(carreras en cursiva indica vuelta rápida)
| Año  | Clase  | Moto   | 1       | 2       | 3       | 4       | 5       | 6     | 7       | 8      | 9     | Pts | Pos  |
| ---- | ------ | ------ | ------- | ------- | ------- | ------- | ------- | ----- | ------- | ------ | ----- | --- | ---- |
| 1949 | 350cc  | Norton | IOM 42  | SUI -   | NED -   | BEL -   | ULS -   |       |         |        |       | 0   | -    |
| 1949 | 500cc  | Norton | IOM 30  | SUI -   | NED -   | BEL -   | ULS -   | NAT - |         |        |       | 0   | -    |
| 1950 | 350cc  | Norton | IOM 15  | BEL -   | NED -   | SUI -   | ULS -   | NAT - |         |        |       | 0   | -    |
| 1950 | 500cc  | Norton | IOM 9   | BEL -   | NED -   | SUI -   | ULS -   | NAT - |         |        |       | 0   | -    |
| 1951 | 350 cc | Norton | ESP -   | SUI -   | IOM 3   | BEL 7   | NED Ret | FRA 2 | ULS 6   | NAT 3  |       | 15  | 5.º  |
| 1951 | 500 cc | Norton | ESP -   | SUI -   | IOM Ret | BEL 7   | NED 5   | FRA 6 | ULS Ret | NAT 8  |       | 3   | 18.º |
| 1952 | 350 cc | AJS    | SUI 4   | IOM Ret | NED 6   | BEL 4   | GER Ret | ULS 4 | NAT 4   |        |       | 12  | 6.º  |
| 1952 | 500 cc | AJS    | SUI 1   | IOM Ret | NED 9   | BEL 4   | GER Ret | ULS 4 | NAT 7   | ESP -  |       | 14  | 5.º  |
| 1953 | 350 cc | Norton | IOM 4   | NED 4   | BEL 4   |         | FRA Ret | ULS - | SUI 4   | NAT -  |       | 12  | 5.º  |
| 1953 | 500 cc | Norton | IOM 2   | NED 5   | BEL 8   |         | FRA 6   | ULS 3 | SUI Ret | NAT -  | ESP - | 13  | 6.º  |
| 1954 | 350 cc | Norton | FRA -   | IOM Ret | ULS 2   | BEL -   | NED -   | RFA 3 | SUI 4   | NAT 6  | ESP - | 14  | 6.º  |
| 1954 | 500 cc | Norton | FRA -   | IOM 3   | ULS -   | BEL -   | NED -   | RFA 6 | SUI 4   | NAT 11 | ESP - | 8   | 9.º  |
| 1955 | 350 cc | Norton | ESP -   | FRA -   | IOM Ret | RFA -   | BEL -   | NED - | ULS 7   | NAT -  |       | 0   | -    |
| 1955 | 500cc  | Norton | ESP -   | FRA -   | IOM 4   | RFA -   | BEL -   | NED - | ULS Ret | NAT -  |       | 3   | 17.º |
| 1956 | 350cc  | Norton | IOM Ret | NED -   | BEL -   | RFA -   | ULS 4   | NAT - |         |        |       | 3   | 13.º |
| 1956 | 500cc  | Norton | IOM 3   | NED -   | BEL -   | RFA -   | ULS 6   | NAT - |         |        |       | 5   | 11.º |
| 1957 | 350cc  | Norton | RFA -   | IOM Ret | NED 4   | BEL 8   | ULS Ret | NAT - |         |        |       | 3   | 10.º |
| 1957 | 500cc  | Norton | RFA -   | IOM Ret | NED 4   | BEL 2   | ULS Ret | NAT - |         |        |       | 9   | 5.º  |
| 1958 | 350cc  | Norton | IOM Ret | NED -   | BEL 8   | RFA -   | SWE -   | ULS - | NAT -   |        |       | 0   | -    |
| 1958 | 500cc  | Norton | IOM -   | NED 12  | BEL 8   | RFA Ret | SWE -   | ULS - | NAT -   |        |       | 0   | -    |
| 1959 | 500cc  | Norton | FRA -   | IOM Ret | RFA -   | NED -   | BEL -   |       | ULS -   | NAT -  |       | 0   | -    |
| 1960 | 350cc  | Norton | FRA -   | IOM 17  | NED -   |         |         | ULS - | NAT -   |        |       | 0   | -    |
| 1960 | 500cc  | Gilera | FRA -   | IOM 23  | NED -   | BEL -   | GER -   | ULS - | NAT -   |        |       | 0   | -    |